# Vicia dennesiana
Vicia dennesiana är en ärtväxtart som beskrevs av Hewett Cottrell Watson. Vicia dennesiana ingår i släktet vickrar, och familjen ärtväxter. Inga underarter finns listade i Catalogue of Life.